# برزوودول
برزوودول (به بلغاری: Brezovdol) یک منطقهٔ مسکونی در بلغارستان است که در استان صوفیه واقع شده‌است.